# Belone belone
Aiguillette, Aiguille de mer, Poisson cornu, Orphie
Espèce
L'Orphie, Poisson cornu, Aiguillette ou Aiguille de mer (Belone belone) est une espèce de poissons d'eau de mer ou saumâtre du genre Belone, famille des Belonidae, ordre des Béloniformes.

## Description

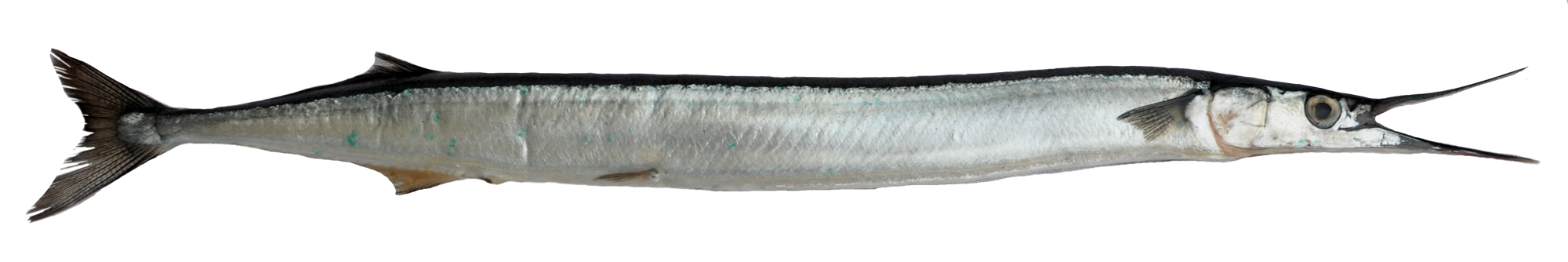
Une orphie hors de l'eau.

L'orphie est un poisson serpentiforme qui possède un long bec armé de fines dents très acérées. Le bec inférieur est légèrement plus long que le supérieur. Ce poisson a la particularité d'avoir des arêtes vertes à bleues en raison de la biliverdine, un pigment biliaire résultant de l’oxydation de la bilirubine. La taille moyenne de l'adulte est de 50 cm (maxi 100 cm).

## Comportement

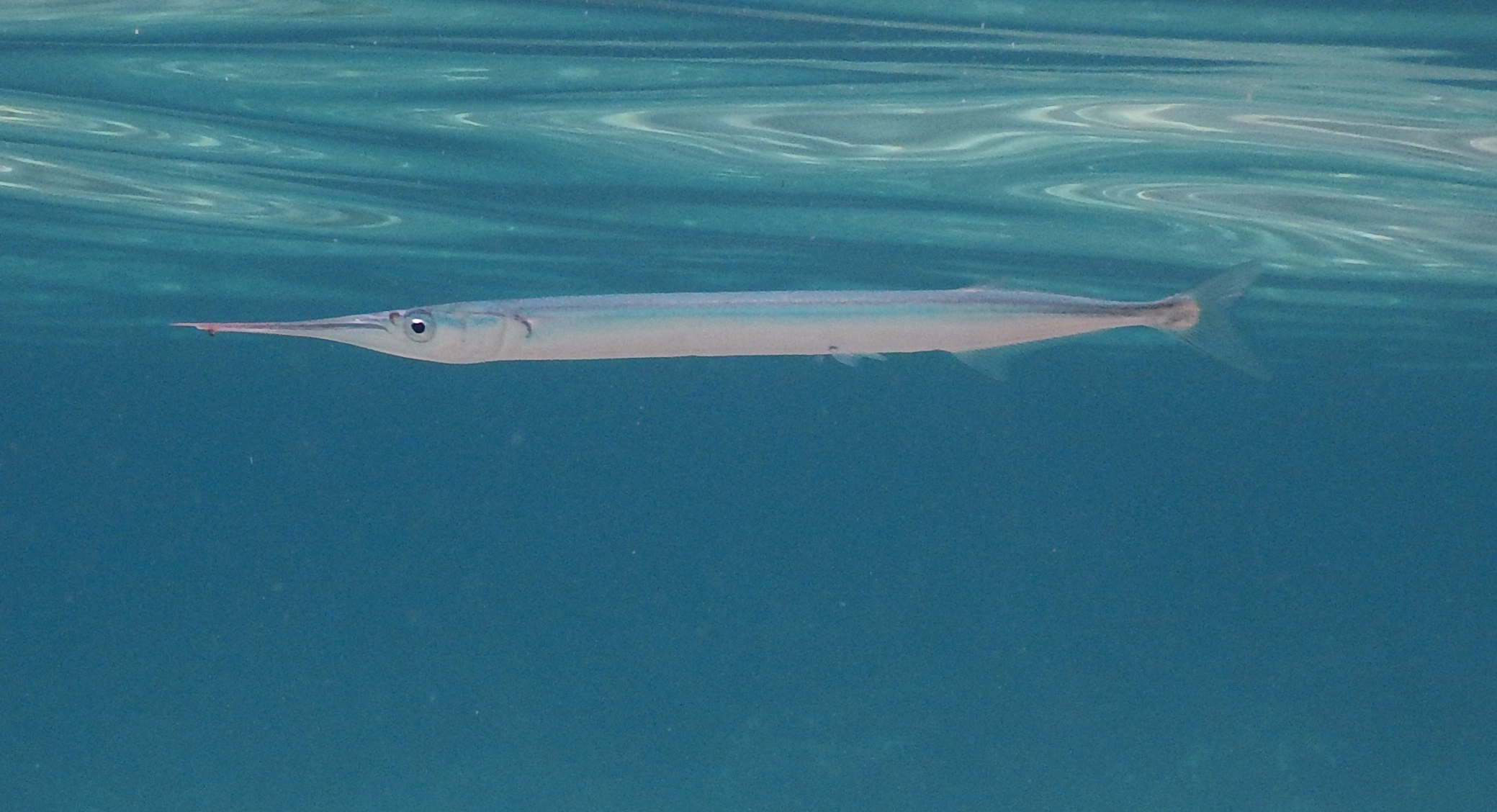
Une orphie dans son milieu naturel.

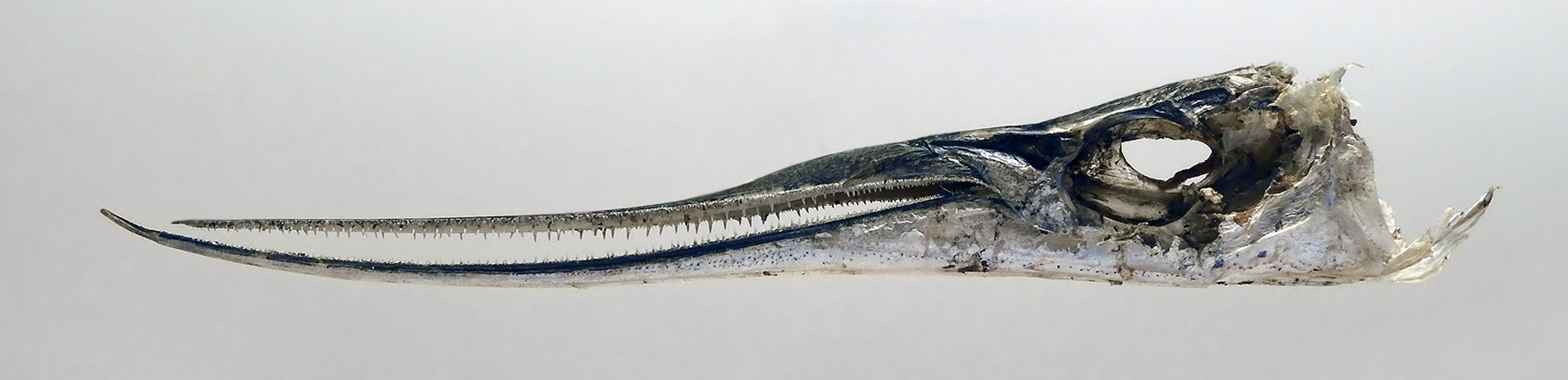
Orphie.

Les orphies apparaissent près des côtes en début de saison chaude, y passent tout l'été et regagnent le large dès les premiers froids de l'automne. C'est un prédateur pélagique qui vit à proximité de la surface. Les jeunes forment de grands bancs. Adultes, les orphies ne forment plus que de petits groupes d'individus qui se suivent plutôt de manière dispersée.

## Répartition géographique

Répartition de l'orphie.

## Reproduction
La période de reproduction s'étale de mai à août et la femelle pond environ 50 000 œufs.

## Appellations et étymologie

### Appellations diverses et dialectales
L’orphie est aussi connue localement sous le nom d’aiguillette, aiguille, aiguille de mer, poisson cornu, poisson-vince, seto[Qui ?], aigueille (patois noirmoutrain), bécassine de mer et anguillo (occitan) et de horfi (patois des îles Anglo-Normandes et du Bessin).
En outre, on ajoute souvent un qualificatif : orphie commune ou orphie vulgaire.

### Étymologie
Le mot est attesté en français pour la première fois en 1393 sous la forme orfin.
Différentes étymologies ont été soutenues par les spécialistes, le terme serait issu du grec orphos,, sans plus de détails, du néerlandais hoornvisch « poisson à corne » ou encore de l'ancien scandinave hornfiskr, même sens.
La première étymologie est erronée, en effet orphos est le nom d'un poisson figurant dans l'Histoire des Animaux d'Aristote, latinisé en orphus chez Pline. Il s'agit d'un gros poisson carnivore à dents de scie. Le nom de ce poisson s'est francisé en orphe. Linné reprend le mot sous la forme latine orfus pour qualifier une espèce d’ide, Cyprinus orfus, francisé en orfe, orphe. Le terme orfe se perpétue en anglais courant pour désigner l'ide, alors qu’orfe est vieilli en français.
Quant à la graphie du terme français orphie avec -ph-, elle est empruntée au précédent et repose sur l'analogie. En réalité, l'étymologie gréco-latine ne peut ni rendre compte de la finale -ie du terme français orphie, ni de l'origine géographique de ses premières attestations, ni de cette espèce de poissons d'un genre tout différent.
Le néerlandais hoornvisch [ho:rnfisk], s'il convient bien phonétiquement : amuïssement de [n] interconsonantique en français et chute des consonnes finales, n'est pas satisfaisant en ce qui concerne l'ancienneté des premières attestations (le français ayant rarement emprunté au néerlandais des termes relatifs à la vie maritime avant le XVe siècle) et leur origine géographique est essentiellement normande et non picarde comme attendu dans le cadre d'un emprunt au néerlandais. Le terme est attesté anciennement en normand sous la forme horfi au singulier. Son emploi est « le horfi » et non pas « l’orfi » sur les côtes du Bessin, avec un h « aspiré », voire expiré. Comme de nombreux termes anciens relatifs à la vie maritime et à la navigation, le mot français est un emprunt au normand, lui-même de l'ancien scandinave hornfiskr « poisson à corne » qui se perpétue aussi dans le vieil anglais hornfisċ, l'islandais moderne hornfiskur, le suédois et le danois hornfisk.
Le dérivé orficot attesté à Agon (Normandie) renforce la pertinence de cette dernière hypothèse d'après les plans géographique et phonétique. En effet, le k [k], graphié c, s'est maintenu dans le dérivé en -ot et le s s'est régulièrement amuï devant k / c.

## Sous-espèces
- Belone belone acus Risso, 1827 — Méditerranée et régions de l'Atlantique attenantes (Madère, îles Canaries, Açores et sud du Cap-Vert)
- Belone belone belone (Linnaeus, 1761) — Nord-est de l'Atlantique
- Belone belone euxini Günther, 1866 — Mer Noire et mer d'Azov

## Pêche
L'orphie est un poisson facile à pêcher pour des novices, car elle mord aussi bien à l'appât naturel qu'au leurre.
Ce poisson se défend très bien pour sa taille et se fatigue très vite.
L'orphie mord souvent les leurres destinés aux bars, et les mitraillettes à maquereaux et à lieus.
Une fois pêchée, elle peut se conserver dans un vivier, en vue d'une pêche au vif, en traîne lente pour dentés et pagres.
L'aiguillette, ayant une chair très fine, se consomme. Le squelette et les arêtes de ce poissons sont verdâtres, tout comme son dos.

## Danger pour l'homme
L'orphie n'attaque pas l'homme[réf. nécessaire]. Sa mâchoire en forme d'aiguille ou d'épée peut causer des blessures perforantes graves. Parfois, la mâchoire se casse à l'impact et reste implantée comme corps étranger, la victime ne s'apercevant pas toujours de ce qui est survenu,.
L'orphie du genre « poisson-aiguille » (Belone, en anglais needlefish) ne doit pas être confondue avec l’« orphie » (Belone belone, en anglais garfish). L’orphie ne vivant ni en Asie, ni en Océanie, les cas d'attaque contre l'Homme relatés ne concernent pas ce poisson[réf. nécessaire] (voir l’onglet : « Répartition géographique » ci-dessus) (cou, bras, jambes[Quoi ?], poitrine, torse[Quoi ?], visage, yeux[Quoi ?]). 
En effet l'orphie aime nager en surface et compte tenu de sa vitesse de déplacement, elle peut embrocher des baigneurs et ainsi entraîner la mort (blessure fatale au cerveau par perforation de l'œil en 1977, au cœur en 2007). Les traumatismes recensés sont rares (plus d'une trentaine de cas, principalement en région Indo-Pacifique ;  le 23 janvier 2020, alors qu'il pêchait avec sa famille, au large des côtes de Buton, en Indonésie, un certain Mohammad Idul a eu le cou transpercé par ce poisson.
Il lui arrive aussi de sauter hors de l'eau et de risquer d'atteindre soit des personnes se trouvant sur un bateau, soit des véliplanchistes, soit des kitesurfeurs. La plupart des accidents recensés concerne des pêcheurs. Au moment de remonter la prise, le poisson saute inévitablement. Il a aussi été rapporté des blessures survenues la nuit, l'orphie étant attirée par la lumière du bateau.

## Préparation culinaire
Ce poisson a une odeur très particulière lorsqu'il est cru (« métallique », semblable à l'odeur du barracuda). Sa chair, assez ferme, est savoureuse une fois cuite et ressemble à celle de la sole. Découpée en tronçons et frite au beurre avec du poivre et du sel, l'aiguillette ou orphie rencontre des amateurs.